# Lockheed CP-140 Aurora

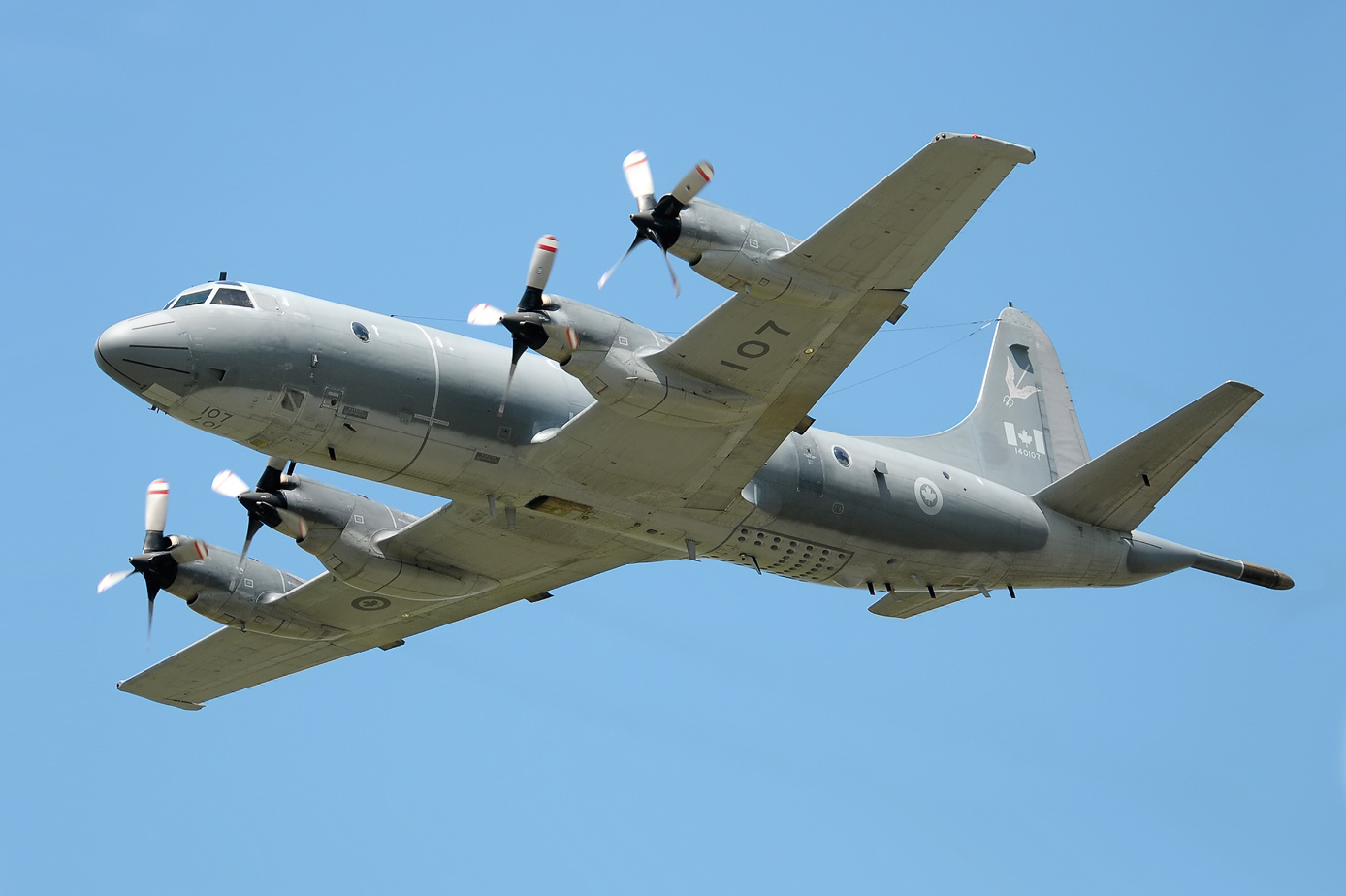
En vol.

Le Lockheed CP-140 Aurora est un avion de patrouille maritime, entré en service en 1980, et construit à 22 exemplaires pour les besoins de l'Aviation royale canadienne. Il a été conçu pour remplacer les Canadair CL-28. Sa mission principale est la lutte anti-sous-marine dans l'océan arctique. Comme le P-3 Orion, il a été conçu à partir de la cellule de l'avion de ligne Lockheed Electra, mais son électronique est différente, largement emprunté au S-3 Viking.